# برزوفکا (شهرستان بلاگووشچنسکی، باشقیرستان)
برزوفکا (انگلیسی: Berezovka, Blagoveshchensky District, Republic of Bashkortostan) یک شهرک در شهرستان بلاگووشچنسکی باشقیرستان کشور روسیه است.